# SK Sigma Olomouc
Maillots
Actualités
Le SK Sigma Olomouc est un club de football tchèque basé à Olomouc. Les joueurs sont surnommés "les Hanáci" (phonétiquement "Hanatsi") soit les Hannas, en allusion à la région du Hanna en Moravie dont Olomouc a été la capitale.

## Historique
- 1919 : fondation du club sous le nom de FK Hejcin Olomouc
- 1920 : le club est renommé SK Hejcin Olomouc
- 1947 : le club est renommé Hejcinsky SK Banské a Hutni Olomouc
- 1948 : le club est renommé ZSJ BH Olomouc
- 1949 : fusion avec le Slavoj Hejcin Olomouc et le ZSJ Spartak MZ Olomouc en Sokol MZ Olomouc
- 1952 : le club est renommé Sokol Hanácké zelezárny Olomouc
- 1953 : le club est renommé DSO Baník MZ Olomouc
- 1955 : le club est renommé TJ Spartak MZ Olomouc
- 1956 : fusion avec le TJ Slavoj Cukrovar en TJ Spartak MZ Olomouc
- 1960 : le club est renommé TJ MZ Olomouc
- 1967 : le club est renommé TJ Sigma MZ Olomouc
- 1979 : le club est renommé TJ Sigma ZTS Olomouc
- 1986 : 1re participation à une Coupe d'Europe (C3, saison 1986/87)
- 1990 : le club est renommé SK Sigma MZ Olomouc
- 1996 : le club est renommé SK Sigma Olomouc

## Bilan sportif

### Palmarès
- Championnat de Tchéquie
  - Vice-champion : 1996

- Coupe de Tchéquie
  - Vainqueur : 2012 et 2025
  - Finaliste : 2011

- Supercoupe de Tchéquie
  - Vainqueur : 2012

- Championnat de Tchéquie de deuxième division
  - Champion : 2015

### Bilan européen
Légende
- Victoire ou qualification pour le tour suivant
- Match nul
- Défaite ou élimination de la compétition

Note : dans les résultats ci-dessous, le score du club est toujours donné en premier.
| Saison    | Compétition     | Tour                | Adversaire             | Domicile | Extérieur | Total             |
| --------- | --------------- | ------------------- | ---------------------- | -------- | --------- | ----------------- |
| 1986-1987 | Coupe UEFA      | 32es de finale      | IFK Göteborg           | 1 - 1    | 0 - 4     | 1 - 5             |
| 1991-1992 | Coupe UEFA      | 32es de finale      | Bangor FC              | 3 - 0    | 3 - 0     | 6 - 0             |
| 1991-1992 | Coupe UEFA      | 16es de finale      | Torpedo Moscou         | 2 - 0    | 0 - 0     | 2 - 0             |
| 1991-1992 | Coupe UEFA      | Huitièmes de finale | Hambourg SV            | 4 - 1    | 2 - 1     | 6 - 2             |
| 1991-1992 | Coupe UEFA      | Quart de finale     | Real Madrid            | 1 - 1    | 0 - 1     | 1 - 2             |
| 1992-1993 | Coupe UEFA      | 32es de finale      | Universitatea Craiova  | 1 - 0    | 2 - 1     | 3 - 1             |
| 1992-1993 | Coupe UEFA      | 16es de finale      | Fenerbahçe SK          | 7 - 1    | 0 - 1     | 7 - 2             |
| 1992-1993 | Coupe UEFA      | Huitièmes de finale | Juventus FC            | 1 - 2    | 0 - 5     | 1 - 7             |
| 1996-1997 | Coupe UEFA      | Deuxième tour Q     | Hutnik Cracovie        | 1 - 0    | 1 - 3     | 2 - 3             |
| 1998-1999 | Coupe UEFA      | Deuxième tour Q     | Kilmarnock FC          | 2 - 0    | 2 - 0     | 4 - 0             |
| 1998-1999 | Coupe UEFA      | Premier tour        | Olympique de Marseille | 2 - 2    | 0 - 4     | 2 - 6             |
| 1999-2000 | Coupe UEFA      | Tour préliminaire   | Sheriff Tiraspol       | 0 - 0    | 1 - 1     | 1E - 1            |
| 1999-2000 | Coupe UEFA      | Premier tour        | RCD Majorque           | 1 - 3    | 0 - 0     | 1 - 3             |
| 2000-2001 | Coupe Intertoto | Premier tour        | Araks Ararat           | 1 - 0    | 2 - 1     | 3 - 1             |
| 2000-2001 | Coupe Intertoto | Deuxième tour       | Velbazhd Kyustendil    | 8 - 0    | 0 - 2     | 8 - 2             |
| 2000-2001 | Coupe Intertoto | Troisième tour      | Slaven Belupo          | 2 - 0    | 1 - 1     | 3 - 1             |
| 2000-2001 | Coupe Intertoto | Demi-finale         | Chmel Blšany           | 3 - 1    | 0 - 0     | 3 - 1             |
| 2000-2001 | Coupe Intertoto | Finale              | Udinese Calcio         | 2 - 2    | 2 - 4 ap  | 4 - 6             |
| 2001-2002 | Coupe UEFA      | Premier tour        | Celta de Vigo          | 4 - 3    | 0 - 4     | 4 - 7             |
| 2002-2003 | Coupe UEFA      | Tour préliminaire   | FK Sarajevo            | 2 - 1    | 1 - 2 ap  | 3 - 3 (3 - 5 tab) |
| 2004-2005 | Coupe UEFA      | Tour préliminaire   | Nistru Otaci           | 4 - 0    | 2 - 1     | 6 - 1             |
| 2004-2005 | Coupe UEFA      | Premier tour        | Real Saragosse         | 2 - 3    | 0 - 1     | 2 - 4             |
| 2005-2006 | Coupe Intertoto | Deuxième tour       | Pogoń Szczecin         | 1 - 0    | 0 - 0     | 1 - 0             |
| 2005-2006 | Coupe Intertoto | Troisième tour      | Borussia Dortmund      | 0 - 0    | 1 - 1     | 1E - 1            |
| 2005-2006 | Coupe Intertoto | Demi-finale         | Hambourg SV            | 0 - 1    | 0 - 3     | 0 - 4             |
| 2009-2010 | Ligue Europa    | Deuxième tour Q     | Fram Reykjavik         | 1 - 1    | 2 - 0     | 3 - 1             |
| 2009-2010 | Ligue Europa    | Troisième tour Q    | Aberdeen FC            | 3 - 0    | 5 - 1     | 8 - 1             |
| 2009-2010 | Ligue Europa    | Barrages Q          | Everton FC             | 1 - 1    | 0 - 4     | 1 - 5             |
| 2018-2019 | Ligue Europa    | Troisième tour Q    | Kaïrat Almaty          | 2 - 0    | 2 - 1     | 4 - 1             |
| 2018-2019 | Ligue Europa    | Barrages Q          | Séville FC             | 0 - 1    | 0 - 3     | 0 - 4             |
| 2025-2026 | Ligue Europa    | Barrages Q          |                        | -        | -         | -                 |